# Naples

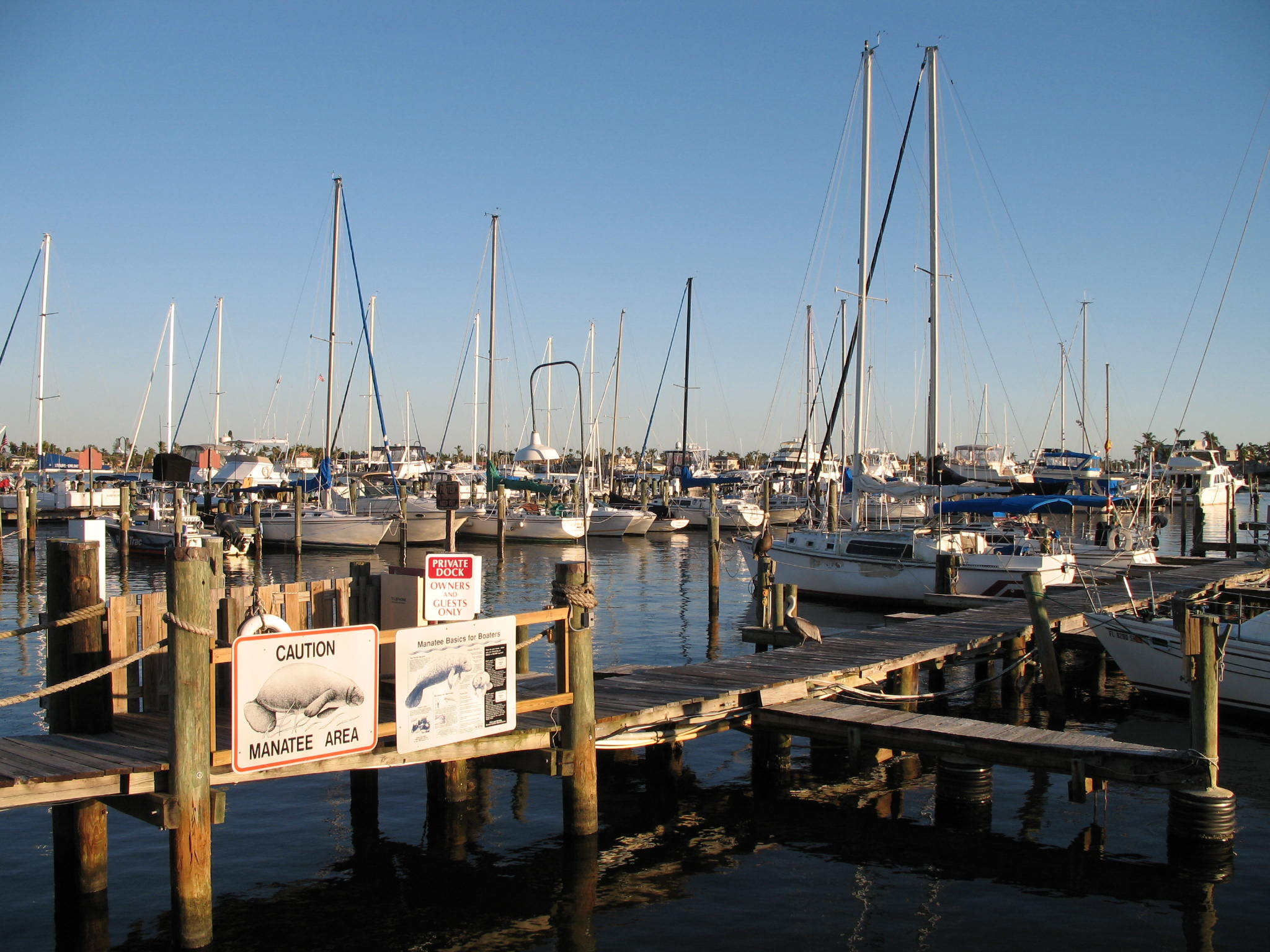
Naples City Dock

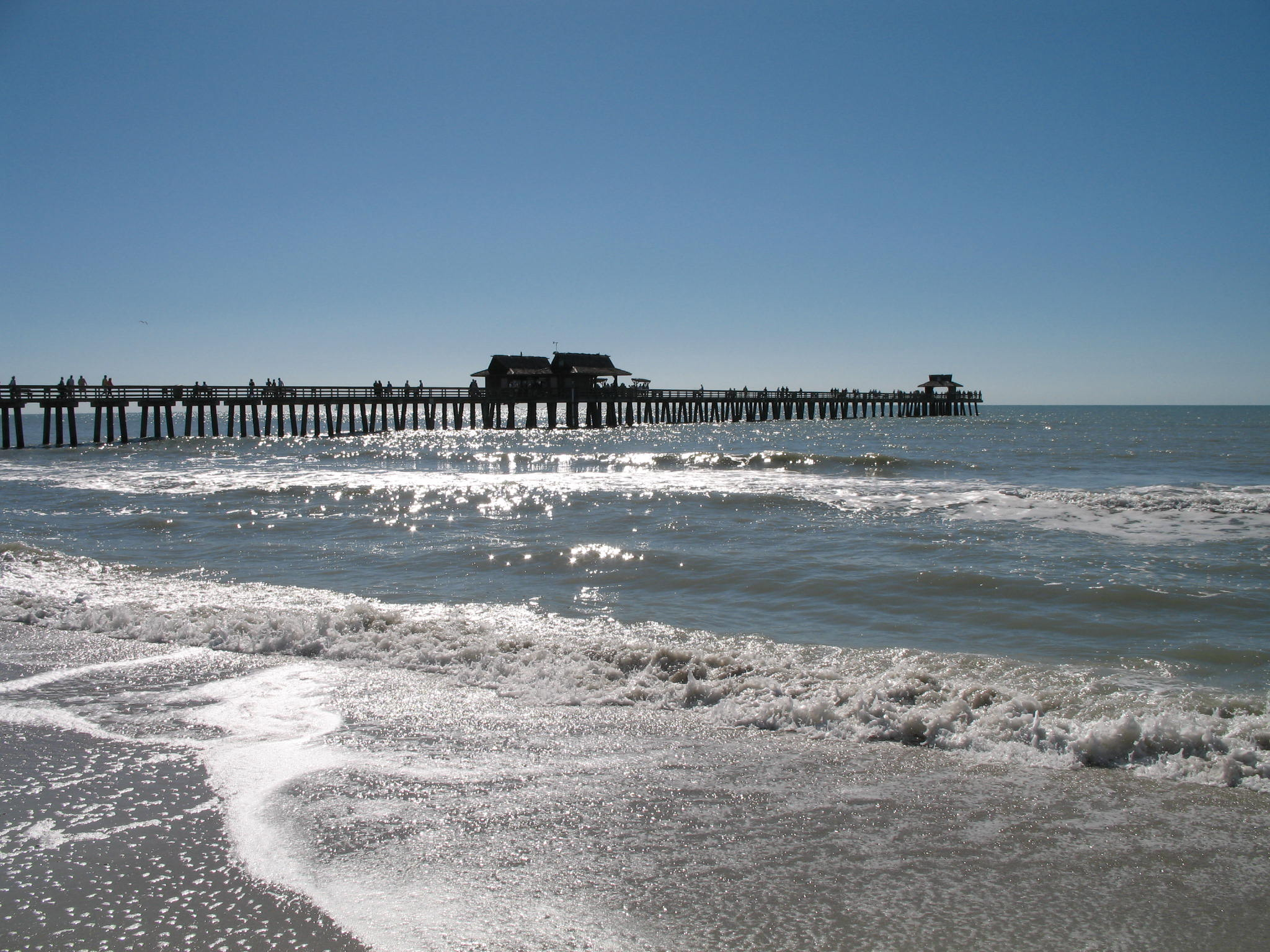
Molo w Naples

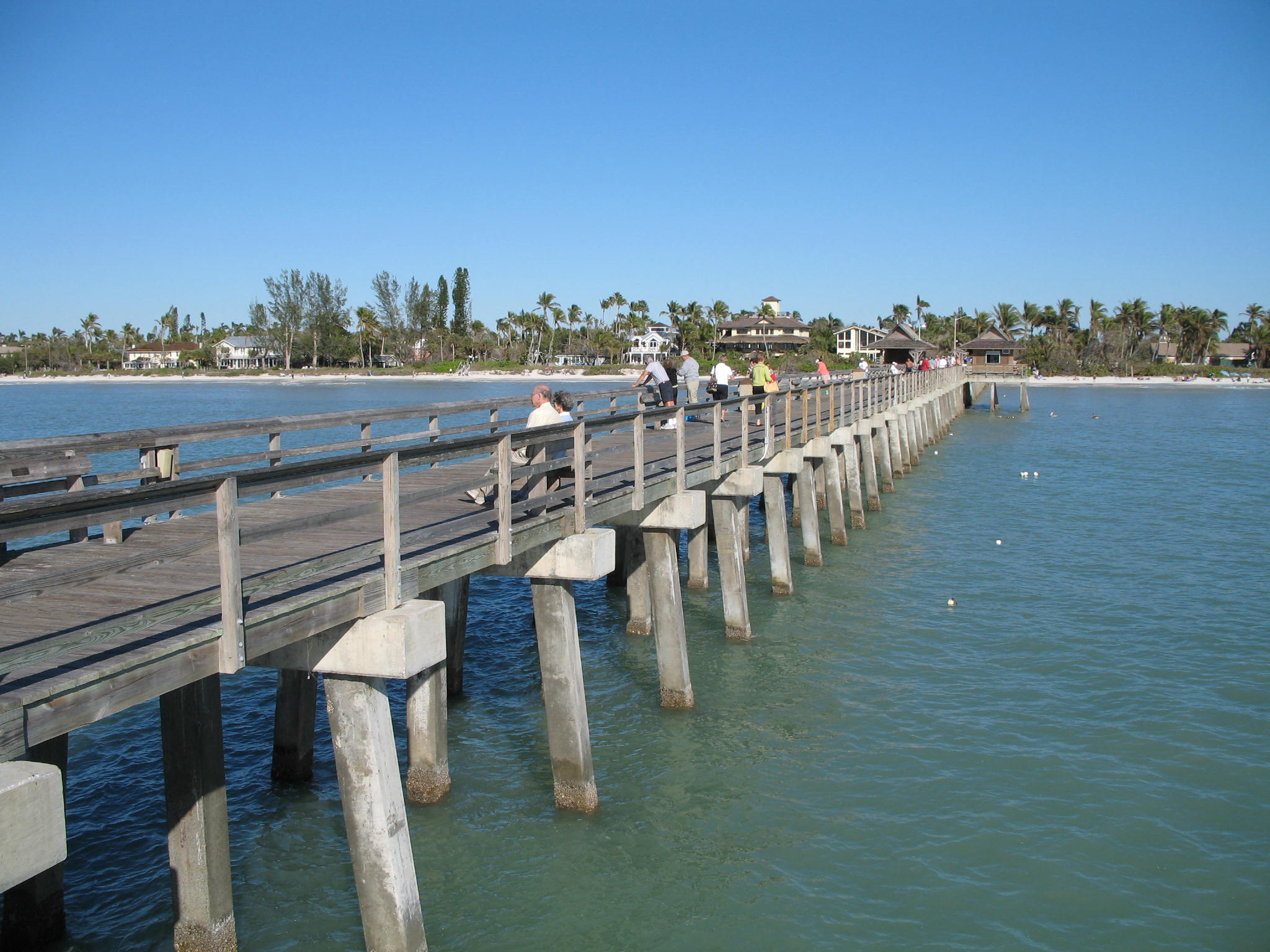
Molo w Naples z widokiem na plażę

Naples – miasto w Stanach Zjednoczonych, w stanie Floryda, siedziba hrabstwa Collier. Według danych z 2023 roku, liczy 19,7 tys. mieszkańców, oraz 404,3 tys. w obszarze metropolitalnym. Miasto znane jest z popularności wśród emerytów, którzy stanowią znaczny odsetek populacji. W 2024 roku zostało uznane przez US News za najbardziej pożądane miejsce do życia w Stanach Zjednoczonych. Znane jest ze swoich licznych pól golfowych i długich piaszczystych plaż. Uznawane za „Światową Stolicę Golfa”.
Z medianą dochodów gospodarstwa domowego wynoszącą 135 700 dolarów, Naples należy do najbogatszych i najbezpieczniejszych miast na Florydzie.
Miejskie lotnisko w Naples przyjmuje jedynie samoloty prywatne, natomiast połączenia rejsowe dokonywane są z pobliskiego (50 km) międzynarodowego lotniska w Fort Myers.
W Naples zmarł (w 1980 r.) polski reżyser filmowy Aleksander Ford.

## Demografia
Według danych pięcioletnich z 2022 roku, 73,2% populacji aglomeracji stanowiła ludność biała (61,5% nie licząc Latynosów), 14,6% było rasy mieszanej, 6,5% to ludność czarna lub Afroamerykanie, 1,4% to Azjaci, 0,7% rdzenna ludność Ameryki i 0,03% pochodziło z wysp Pacyfiku. Latynosi stanowili 28,6% populacji. 24,9% mieszkańców urodziło się poza granicami Stanów Zjednoczonych (12,3% w głównym mieście).
Do największych grup należały osoby pochodzenia niemieckiego (11,2%), irlandzkiego (10,9%), meksykańskiego (10,1%), angielskiego (9,2%), włoskiego (8,5%), „amerykańskiego” (7,2%), kubańskiego (6,8%), afroamerykańskiego, haitańskiego (3,4%), francuskiego lub francusko–kanadyjskiego (3,2%) i polskiego (3%).

## Religia
W 2020 roku największe członkostwo w aglomeracji deklarowali:
- Kościół katolicki – 134,6 tys. członków w 10 parafiach,
- bezdenominacyjne zbory ewangelikalne – 28,9 tys. członków w 38 zborach,
- Południowa Konwencja Baptystów – 18,6 tys. członków w 34 zborach,
- Kościoły zielonoświątkowe i uświęceniowe – ~10 tys. członków w 39 zborach,
- świadkowie Jehowy – 7,4 tys. wyznawców w 26 zborach,
- Zjednoczony Kościół Metodystyczny – 7 tys. członków w 8 kościołach.

## Sport
W mieście rozgrywany jest kobiecy turniej tenisowy, pod nazwą Academia Sanchez-Casal Women's Open, zaliczany do rangi ITF, z pulą nagród  25 000 $.